# Distretto di Yenişehir (Diyarbakır)
Il distretto di Yenişehir (in turco Yenişehir ilçesi) è uno dei distretti della provincia di Diyarbakır, in Turchia.